# Англо-шотландские войны

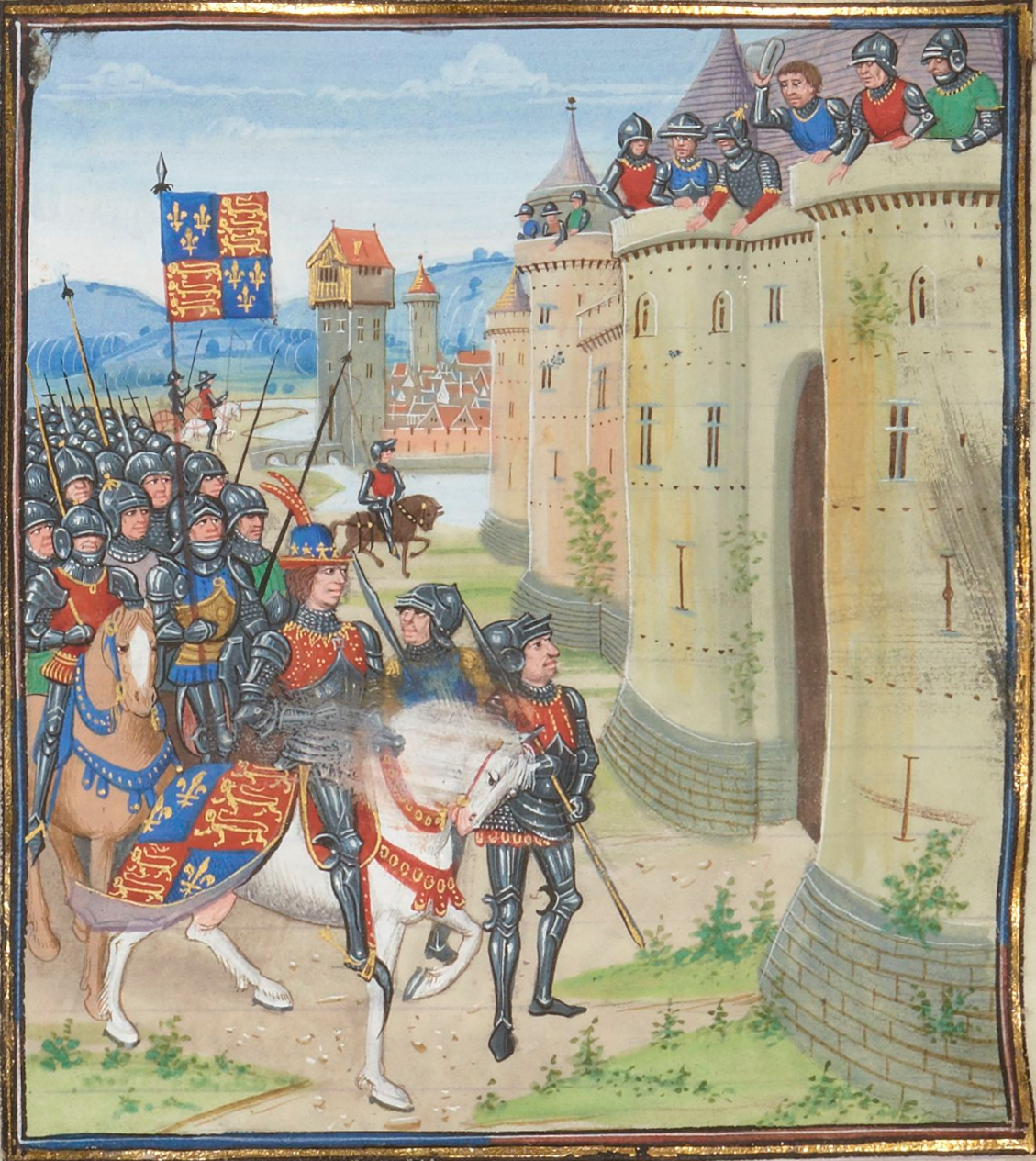
Эдуард III у стен Берика (1355). Миниатюра из «Хроник» Фруассара.

Англо-шотландские войны — серия военных конфликтов между Англией и Шотландией в XIV—XVI веках со времён войн за независимость Шотландии.

## Пограничные конфликты XIV века
В течение второй половины XIV века на англо-шотландской границе было много военных столкновений. В 1372 году вторгшиеся на территорию Шотландии английские войска во главе с графом Генри Перси были разбиты в битве при Дунсе. В 1388 году в ходе очередного рейда шотландцы разбили превосходящие силы англичан в сражении при Оттерберне, после чего боевые действия на некоторое время прекратились.

## Пограничные конфликты XV века

Шотландия в период правления короля Якова III (1460—1488)

Военные действия возобновились в 1400 году и быстро трансформировались в серию грабительских рейдов южно-шотландских и северо-английских баронов на территорию противника. Осенью 1402 года большая шотландская армия во главе с Арчибальдом Дугласом в ответ на разгром одного из шотландских отрядов англичанами в битве при Несбит-Муре (1402) вторглась в Нортумберленд. Графство было разграблено, но на обратном пути шотландцы были атакованы английский отрядом Генри Хотспура и в сражение при Хомильдон-Хилле полностью разбиты. В 1415 году в сражении при Иверинге небольшой английский отряд лучников разгромил в несколько раз превосходящие войска шотландцев, вторгшиеся в Нортумберленд, доказав тем самым эффективность использования длинного английского лука против кавалерии. Английские войска во главе с графом Генри Перси, в свою очередь, в 1436 году совершили набег на территорию Шотландии и попытались взять крепость Данбар, но неожиданной атакой шотландцев во главе с Уильямом Дугласом были разбиты в битве при Пипердиане. Граф Нортумберленда Генри Перси в 1448 году вновь совершил военный поход в Шотландию с шеститысячной армией, но в сражении у реки Сарк был полностью разбит. Решающую роль сыграло умелое использование местности шотландцами, которые оттеснили противника к берегу реки во время прилива.
В 1482 году будущий король Англии Ричард III, воспользовавшись мятежом шотландских баронов и свержением с престола шотландского короля Якова III, захватил город Берик. Затем английские войска вторглись в Шотландию и подошли к Эдинбургу. При поддержке англичан к власти в стране пришёл герцог Олбани. Однако, в начале 1483 года он был вынужден бежать из Шотландии, так как Яков III при поддержке парламента вернул себе корону. Через год, летом 1484 года герцог Олбани вновь выступил против шотландского короля, но в сражении у Лохмабена потерпел поражение.

## Военные столкновения начала XVI века

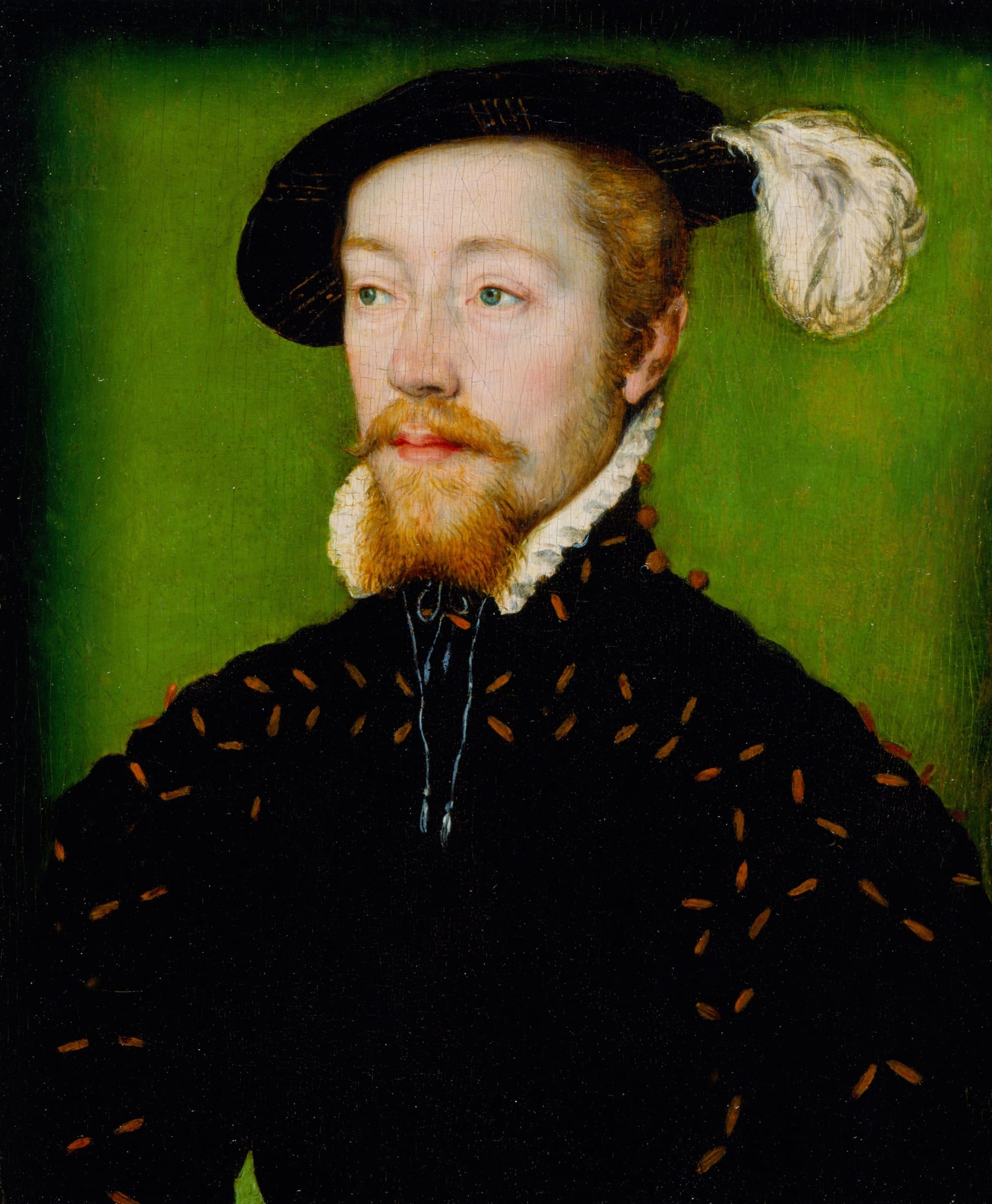
Король Шотландии Яков V

В 1513 году английские войска в ходе войны Камбрейской лиги вторглись во Францию. Шотландский король Яков IV, как союзник Франции, выступил в военный поход против Англии. Шотландские войска довольно быстро захватили приграничные английские замки, но в битве при Флоддене потерпели тяжёлое поражение. Было убито до 10 тысяч шотландцев, погиб и король Яков IV. Разгром при Флоддене повлёк за собой долгий внутриполитический кризис в Шотландии в период несовершеннолетия Якова V. Этим не могли не воспользоваться северо-английские бароны, в течение по следующего десятилетия регулярно совершавшие набеги на шотландские земли.
Разрыв английского короля Генриха VIII с папой римским, жестокие преследования католиков в Англии и династический союз Якова V c Францией к концу 1530-х годов резко обострили англо-шотландские отношения. В сентябре 1541 года Генрих VIII предложил организовать встречу двух монархов в Йорке. Однако Яков V, опасаясь своего пленения, отказался прибыть на переговоры, что стало формальным поводом для объявления войны. В августе 1542 года английская армия вторглась на территорию Шотландии, но была разбита графом Хантли в битве при Хаддон-Риге. Осенью Яков V собрал 20-тысячную армию и двинулся к английской границе. В ноябре 1542 года небольшой шотландский отряд под командованием фаворита короля Оливера Синклера был разбит в сражении при Солуэй-Моссе. Потери шотландцев были незначительными, однако поражение вызвало массовое дезертирство, несколько шотландских баронов перешли на сторону англичан. Яков V был вынужден вернуться в Шотландию, где он умер в декабре 1542 года.

## Военные столкновения в период правленияМарии Стюарт

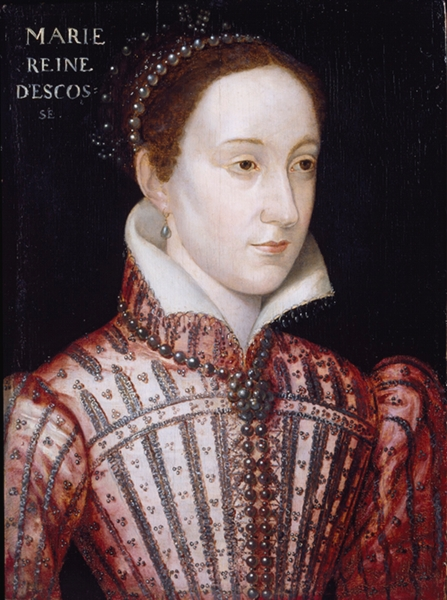
Королева Шотландии Мария Стюарт

После восшествия на шотландский престол Марии Стюарт в 1542 году отношения между Англией и Шотландией вновь ухудшились. Король Англии Генрих VIII потребовал заключения брака между своим сыном Эдуардом и шотландской королевой, однако ничего не добился. Тогда же проанглийские бароны во главе с графом Ангусом были смещены (1543), а к власти пришёл кардинал Битон и сторонники ориентации на Францию. Ответная реакция Англии привела к новому витку военных столкновений. В 1544—1545 годах английские войска графа Гертфорда неоднократно вторгались в Шотландию. Однако победа шотландцев в битве при Анкрум-Муре в 1545 году положила на время конец английским набегам.
В 1546 году группа радикальных протестантов убила кардинала Битона и захватила Сент-Эндрюсский замок. Шотландское правительство обратилось за помощью к Франции. Французские войска прибыли в Шотландию в начале 1547 года и выбили мятежников из Сент-Эндрюса. В ответ английская армия вновь перешла границу и наголову разгромила шотландцев в битве при Пинки в сентябре 1547 года. После сражения англичане довольно быстро захватили основные шотландские крепости в Лотиане и на берегах Ферт-оф-Тея, таким образом подчинив значительную часть королевства. 
В 1547—1550 годах шотландцы несколько раз пытались вернуть захваченный англичанами замок Броти, взяв его в результате штурма лишь в феврале 1550 года. Тогда же была отбита захваченная англичанами крепость Хаддингтон. Английский гарнизон удерживал крепость до 1550 года, выдержав осаду в 1548 году, пока не покинул её из-за распространившихся болезней и проблем с поставками провианта. Таким образом, английские войска были вытеснены с шотландской территории лишь к концу 1550 года во многом благодаря прибывшим из Франции подкреплениям.

## Последние столкновения

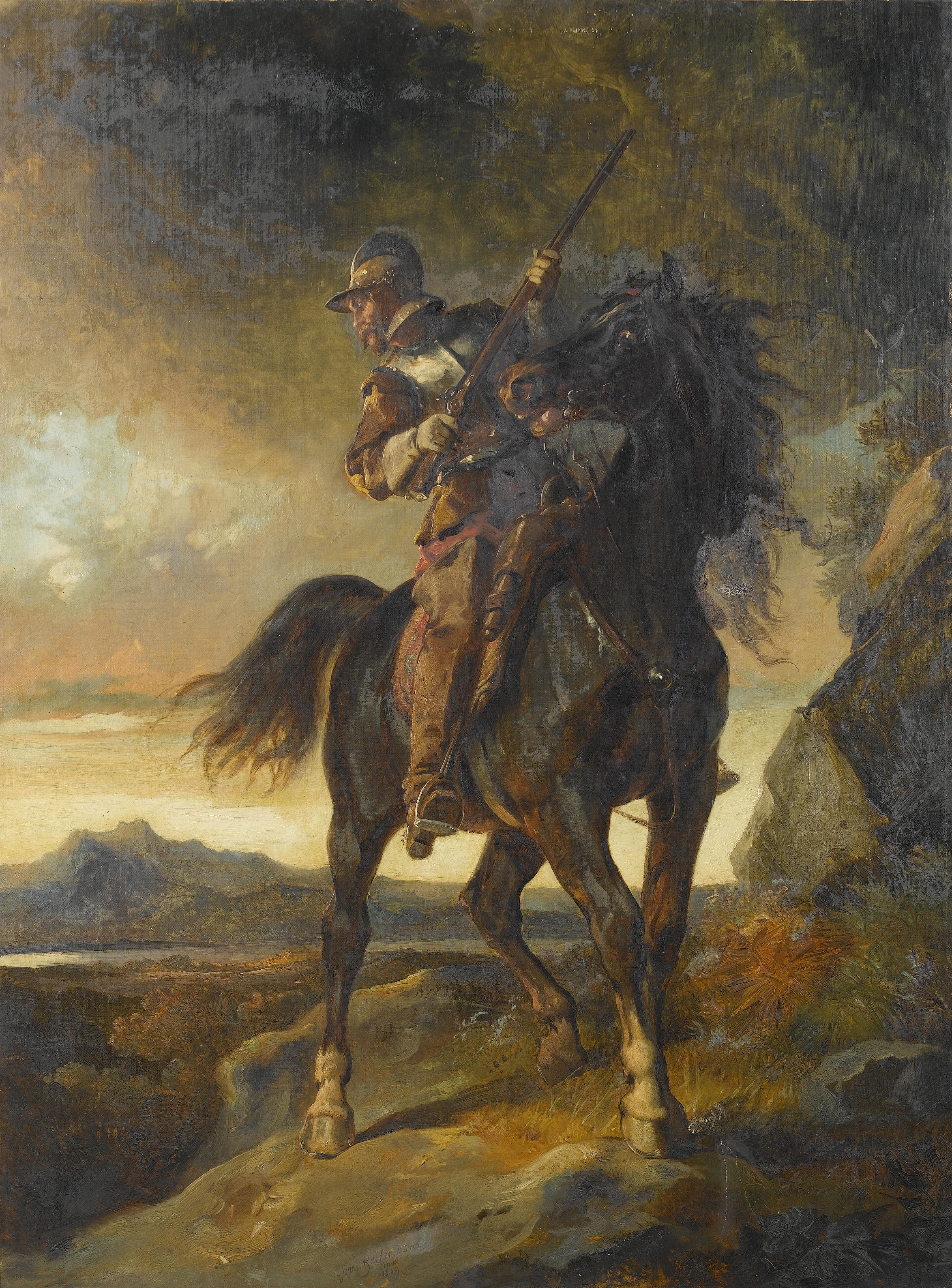
«Моховый солдат» англо-шотландского пограничья сер. XVII в. Худ. Томас Дж. Баркер (1869)

7 июля 1575 года на англо-шотландской границе произошло сражение, вошедшее в историю под названием Набег на Ридзвайр. Английский и шотландский лорды вместе со своими военными отрядами встретились на границе для решения спорных вопросов и заключения мира. В результате возникших разногласий произошло сражение, закончившееся полной победой шотландцев. В то же время битва стала последним в истории крупномасштабным вооруженным столкновением между Англией и Шотландией. Основной причиной прекращения после этого военных конфликтов стало восшествие на английский престол в 1603 году шотландского короля Якова I, так как с тех пор Англия и Шотландия имели общих монархов.
Тем не менее, военные конфликты между двумя нациями происходили и впоследствии, в частности, во время гражданской войны и движения Монтроза в Шотландии и якобитских восстаний конца XVII — середины XVIII столетия.